# Samuel Beach Axtell

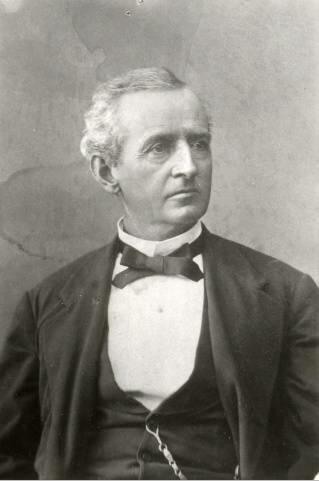
Samuel Beach Axtell (1876)

Samuel Beach Axtell (* 14. Oktober 1819 im Franklin County, Ohio; † 7. August 1891 in Morristown, New Jersey) war ein US-amerikanischer Politiker. Er fungierte 1874 als Gouverneur des Utah-Territoriums sowie von 1875 bis 1878 als Gouverneur des New-Mexico-Territoriums.

## Frühe Jahre
Axtell besuchte die örtlichen Schulen seiner Heimat in Ohio und dann das Oberlin College sowie das Western Reserve College. Nach einem anschließenden Jurastudium wurde er im Jahr 1843 als Rechtsanwalt zugelassen, worauf er in Mount Clemens in Michigan in diesem Beruf arbeitete. Im Jahr 1851 beteiligte er sich noch am kalifornischen Goldrausch. Allerdings hatte er bei der Goldsuche wenig Erfolg. Stattdessen begann er sich für Politik zu interessieren.

## Politischer Aufstieg
Zwischen 1854 und 1860 war Axtell Bezirksstaatsanwalt im Amador County in Kalifornien. Im Jahr 1860 zog er nach San Francisco, wo er als Anwalt arbeitete. Zwischen 1867 und 1871 vertrat er Kalifornien im US-Repräsentantenhaus in Washington, D.C. Im Jahr 1874 wurde er von Präsident Ulysses S. Grant zum Territorialgouverneur von Utah ernannt. Bereits ein Jahr später wechselte er ebenfalls als Gouverneur in das New-Mexico-Territorium.

## Territorialgouverneur von New Mexico
Samuel Axtell amtierte zwischen 1875 und 1878 als Gouverneur in diesem Gebiet. Seine Amtszeit war ziemlich unrühmlich. In dem Land, in dem ohnehin Gewalt und Gesetzlosigkeit weitverbreitet waren, beteiligte sich auch der Gouverneur an illegalen Aktivitäten. Eine spätere Untersuchung seiner Amtszeit durch Frank Angel, einen Inspektor der Bundesregierung, kam zu dem Schluss, dass „Korruption, Betrug, Missmanagement, Verschwörungen, Intrigen und Morde in Axtells Amtszeit schlimmer waren als alles, was man in der Geschichte der USA bis dahin erlebt habe“. Das Verhalten des Gouverneurs förderte einen weiteren Anstieg der Kriminalität und offenen Gewalt in diesem Gebiet. Das führte letztlich zu seiner Absetzung durch Innenminister Carl Schurz bzw. durch Präsident Rutherford B. Hayes.

## Weiterer Lebenslauf
Trotz der Vorkommnisse in New Mexico wurde Axtell nie zur juristischen Verantwortung herangezogen. Im Gegenteil: Im Jahr 1882 wurde er zum Obersten Richter in diesem Territorium ernannt. Mit dem Regierungsantritt von Präsident Grover Cleveland endete dann aber Axtells Amtszeit als Richter. Der neue Präsident hatte nicht die Absicht, Axtell im Amt zu lassen. Daher trat dieser, um seiner Entlassung zuvorzukommen, im Mai 1885 freiwillig zurück. Im Jahr 1890 wurde er Vorsitzender der Republikanischen Partei im New-Mexico-Territorium. Samuel Axtell starb ein Jahr später während eines Besuches in New Jersey.